# Sungai Pandan
Sungai Pandan is een bestuurslaag in het regentschap Tebo van de provincie Jambi, Indonesië. Sungai Pandan telt 1327 inwoners (volkstelling 2010).